# Академик
Акаде́мик — член или, при нескольких ступенях членства, член высшей ступени организации учёных — академии наук.
Синонимом слова «академик» является словосочетание «действительный член академии». Привилегии и обязанности, обусловленные членством, равно как и мера уважения к академику зависят от авторитета избравшей его академии. 
В качестве внешнего атрибута во всех странах, где есть академии наук, имеются академические мантии и шапочки (см. фото).

## Академики государственных академий России
В современной (2025 г.) России функционируют четыре государственные академии наук общенационального уровня: РАН (с влившимися в неё в 2013 году РАМН и РАСХН), а также РАО, РААСН и РАХ. Членство в этих академиях исключительно престижно, оно служит своего рода наградой за выдающиеся научные заслуги и даёт социальное признание, выходящее за рамки академического сообщества. Крупнейшей государственной академией в стране является Российская академия наук (РАН). На 1 июня 2025 года (с учётом итогов последних выборов 26—30 мая) насчитывалось 866 академиков РАН; большинство продолжает научную работу на руководящих должностях в НИИ и вузах. 
Академики пожизненно избираются на общем собрании соответствующей академии, как правило, из числа её членов-корреспондентов (кроме почётных и иностранных академиков), при этом право голоса имеют только академики. Отличительной особенностью ряда недавних (2016, 2019, 2022 годов) выборов в РАН являлся большой процент вакансий, объявленных — в целях омоложения состава — с ограничением по возрасту: на момент избрания академиком нельзя было быть старше 61 года. Формально, титул «академик РАН» (РАО, РААСН, РАХ) учёным званием не считается, но нередко его всё же трактуют как учёное звание. В любом случае его значимость несопоставимо серьёзнее, по сравнению даже с высшим званием — «профессор». За титул академика полагается ежемесячная надбавка к должностному окладу.
Статус ещё двух академий в стране — РАРАН и АКРФ — во многом соответствует государственным академиям всероссийского уровня, но, в отличие от РАН, РАО, РААСН и РАХ, официально они не упоминаются в качестве таковых в федеральном законе (ФЗ № 253 [2013 г.], статья 19). Кроме того, в ряде субъектов РФ: Башкортостане, Республике Саха, Татарстане и Чеченской Республике созданы государственные академии наук регионального уровня. Во все перечисленные академии избраны свои академики — крупные учёные.

## Академики негосударственных академий
Кроме государственных (национальных) академий наук, с 1990-х гг. появляются разные научно-общественные объединения, в название которых включено слово «Академия». Их члены называют себя «академиками», причём вступить в такую организацию во многих случаях может любой желающий (за определённый денежный взнос и т. д.). Их деятельность часто носит псевдонаучный характер, чем дискредитирует академическую науку. В России, согласно действующему постановлению президиума Верховного совета РСФСР от 11 февраля 1991 года «О некоторых вопросах использования наименований и символики РСФСР», прямо запрещено созданным и вновь создаваемым в инициативном порядке научным объединениям присваивать своим членам звание «академик». В письме заместителя председателя правительства Российской Федерации Ю. Ф. Ярова от 10 декабря 1994 года N 2632п-П40 указано, что правом присваивать титулы академика и члена-корреспондента обладают только государственные академии. Однако фактически общественные академии с этим запретом не считаются.

## Академики в Российской империи и СССР
В Российской империи функционировала единственная академия наук, обычно именуемая, по местопребыванию, Петербургской академией наук, хотя её официальные названия менялись. Существовали понятия «профессор академии», «экстраординарный академик» и «ординарный академик» (ординарный — штатный академик, занимавший кафедру, в противоположность экстраординарному, не имевшему кафедры).
В Советском Союзе наличествовали только государственные академии. В 1945 году, по инициативе президиума АН СССР, были законодательно введены академические (использовалось именно такое определение) звания. Согласно постановлению Совнаркома от 29.03.1945 № 627, звание «академик» предназначалось для действительных и почётных членов АН СССР; члены отраслевых и республиканских академий наук не наделялись этим званием. Но в 1956 году для действительных и почётных членов АН союзных республик было установлено звание академика (почётного академика) академии наук соответствующей республики. Тем не менее, термин «академик» как синоним действительного члена академии употреблялся всегда, в том числе в официальных документах (например, в Уставе АН СССР, принятом в 1927 году).

## Академики в постсоветских государствах
После распада СССР в 1991 году академии наук союзных республик преобразовались в национальные академии постсоветских стран — НАН Украины, АН Узбекистана, АН Литвы и другие. Как и в России, в них предусмотрено индивидуальное членство (статус академика) для выдающихся учёных конкретной страны (например, избираются академики НАН Украины). Организация деятельности и цели сопоставимы с РАН.

## Академики за пределами бывшего СССР
В большинстве стран Восточной Европы, а также, например, в Турции или Китае существуют национальные академии по принципу РАН. Их действительные члены (академики) радикальным образом влияют на научную жизнь в своих государствах и имеют серьёзные персональные финансовые привилегии.
В остальных странах роль «академий» несколько иная — это, по сути, клубы выдающихся ученых — а титул академика отражает признание, не давая каких-либо материальных благ. Среди таких академий — Национальная академия наук США, некоторые региональные академии (Баварская, Саксонская) в Германии, академии наук Франции, Израиля, Национальная академия деи Линчеи в Италии.
Избрание-назначение академиков при этом базируется на традициях одного из двух исторически первых в мире успешно работающих сообществ ученых, каковыми являются Королевское общество в Англии и Французская академия наук. Английские традиции предусматривали присуждение титула академика группой независимых экспертов на основе чисто научной оценки. Во французской же модели ученый нередко становился академиком под влиянием, в том числе, политических факторов, так как академия была сильно интегрирована с правительственными кругами.
Помимо титула «академик», академии наук могут присвоить конкретному деятелю звание «почётный академик» за неоспоримый вклад в развитие науки и искусства. В США и в ряде других стран академикам, уходящим на пенсию, за выдающийся вклад в науку присваивают также звание «emeritus» («заслуженный»).
Так же, как и в современной России, в других странах имеются организации (пример — Нью-Йоркская академия наук), ведущие околонаучную организационную деятельность, но именующие своих членов «академиками». В середине 1990-х гг. некоторые российские учёные стали членами упомянутой академии, а затем, разобравшись в ситуации, вышли из неё, просто перестав платить взносы; некоторые отклонили приглашение сразу.